# Budai László (labdarúgó, 1922)
Budai László, Balázsovits (Erzsébetfalva, 1922. május 7. – Conakry, Guinea, 1988. december 21.) háromszoros magyar bajnok labdarúgó, csatár, edző. A sportsajtóban Budai I néven volt ismert.

## Pályafutása
1944-ben az Ungvári AC, 1944–45-ben a Vasas labdarúgója volt. 1945 és 1946 között az EMTK együttesében játszott. 1946 és 1953 között a Bp. Honvéd labdarúgója volt. Tagja volt az 1949–50-es, az 1950-őszi és az 1952-es idényben bajnokságot nyert kispesti csapatnak. 1960-as évek elején Guineában edzősködött Zakariás Józseffel.

## Sikerei, díjai
- Magyar bajnokság
  - bajnok: 1949–50, 1950-ősz, 1952
  - 2.: 1951, 1953
  - 3.: 1948–49